# كريس كرات
كريس كرات (بالإنجليزية: Chris Kratt) كريستوفر F. «كريس» Kratt (من مواليد 19 يوليو 1969) هو أميركي التعليمي تظهر طبيعة المضيفة. هو وشقيقه الأكبر مارتن كرات نشأ في وارن تاونشيب، نيو جيرسي، [1] ومعا خلق المخلوقات Kratts مسلسل تلفزيوني للأطفال، Zoboomafoo، وكن مخلوق (التي بثت على شبكة القناة الوطنية الجغرافية والمعرفة)، وكذلك المستكشفان (التي تبث في برنامج تلفزيوني للأطفال وTVOKids). وهو حاصل على ليسانس الآداب في علم الأحياء من كلية كارلتون. [2] كريس البلدين المضيفين جميع البرامج التعليمية طفولته مع شقيقه الأكبر مارتن Kratt.
في عام 1990، شغل منصب متدربة في حفظ الدولية في واشنطن، DC وبعد مرور عام، بدأ منظمة كارلتون للتنوع البيولوجي. وقد تم تمويل دراساته البيئة من قبل نادي المستكشفين والمؤسسة الوطنية للعلوم. كما أنه كان المستفيد من J. زمالة واتسون توماس.
من 13 يونيو 2008 إلى 3 أغسطس 2008، ظهرت كريس جنبا إلى جنب مع شقيقه مارتن في مخلوق مغامرات، مسلسل تلفزيوني في دوليوود في بيجون فورج، تينيسي. [3]

## روابط خارجية
- كريس كرات على موقع IMDb (الإنجليزية)
- كريس كرات على موقع ميوزك برينز (الإنجليزية)
- كريس كرات على موقع قاعدة بيانات الفيلم (الإنجليزية)